# Simpsonovi (16. řada)
Šestnáctá řada amerického animovaného seriálu Simpsonovi je pokračování patnácté řady tohoto seriálu. Byla vysílána na americké televizní stanici Fox od 7. listopadu 2004 do 15. května 2005. V Česku pak tato řada měla premiéru 25. února 2007 na ČT2. Řada má celkem 21 dílů.

## Zajímavosti
V dílu Čínskej nášup je možné na konci dílu se naučit nakreslit Barta, to vše díky režisérovi, co se tam objeví.

## Seznam dílů
| Č. v seriálu | Č. v řadě | Původní název                               | Český název                                                     | Režie               | Scénář             | Premiéra v USA     | Premiéra v ČR      | Produkční kód |
| ------------ | --------- | ------------------------------------------- | --------------------------------------------------------------- | ------------------- | ------------------ | ------------------ | ------------------ | ------------- |
| 336          | 1         | Treehouse of Horror XV                      | Speciální čarodějnický díl                                      | David Silverman     | Bill Odenkirk      | 7. listopadu 2004  | 25. února 2007     | FABF23        |
| 337          | 2         | All's Fair in Oven War                      | Ve válce sporáků je vše dovoleno                                | Mark Kirkland       | Matt Selman        | 14. listopadu 2004 | 18. března 2007    | FABF20        |
| 338          | 3         | Sleeping with the Enemy                     | Noci s nepřítelem                                               | Lauren MacMullanová | Jon Vitti          | 21. listopadu 2004 | 15. dubna 2007     | FABF19        |
| 339          | 4         | She Used to Be My Girl                      | Kamarádky na život a na smrt                                    | Matthew Nastuk      | Tim Long           | 5. prosince 2004   | 22. dubna 2007     | FABF22        |
| 340          | 5         | Fat Man and Little Boy                      | Komiksák a Chlapeček (ČT) Komiksák a chlapeček (Prima, Disney+) | Mike B. Anderson    | Joel H. Cohen      | 12. prosince 2004  | 20. května 2007    | FABF21        |
| 341          | 6         | Midnight Rx                                 | Poslední recept                                                 | Nancy Kruseová      | Marc Wilmore       | 16. ledna 2005     | 27. května 2007    | FABF16        |
| 342          | 7         | Mommie Beerest                              | Drahé pivínko                                                   | Mark Kirkland       | Michael Price      | 30. ledna 2005     | 3. června 2007     | GABF01        |
| 343          | 8         | Homer and Ned's Hail Mary Pass              | Homerův a Nedův poslední výkop                                  | Steven Dean Moore   | Tim Long           | 6. února 2005      | 10. června 2007    | GABF02        |
| 344          | 9         | Pranksta Rap                                | Rošťácký rap                                                    | Mike B. Anderson    | Matt Selman        | 13. února 2005     | 17. června 2007    | GABF03        |
| 345          | 10        | There's Something About Marrying            | Svatby podle Homera                                             | Nancy Kruseová      | J. Stewart Burns   | 20. února 2005     | 24. června 2007    | GABF04        |
| 346          | 11        | On a Clear Day I Can't See My Sister        | Za jasného dne neuvidím svou sestru                             | Bob Anderson        | Jeff Westbrook     | 6. března 2005     | 1. července 2007   | GABF05        |
| 347          | 12        | Goo Goo Gai Pan                             | Čínskej nášup                                                   | Lance Kramer        | Lawrence Talbot    | 13. března 2005    | 9. září 2007       | GABF06        |
| 348          | 13        | Mobile Homer                                | Mobilní Homer                                                   | Raymond S. Persi    | Tim Long           | 20. března 2005    | 16. září 2007      | GABF07        |
| 349          | 14        | The Seven-Beer Snitch                       | Vypráskaný práskač                                              | Matthew Nastuk      | Bill Odenkirk      | 3. dubna 2005      | 30. září 2007      | GABF08        |
| 350          | 15        | Future-Drama                                | Futu-drama                                                      | Mike B. Anderson    | Matt Selman        | 17. dubna 2005     | 7. října 2007      | GABF12        |
| 351          | 16        | Don't Fear the Roofer                       | Kdo se bojí pokrývače?                                          | Mark Kirkland       | Kevin Curran       | 1. května 2005     | 14. října 2007     | GABF10        |
| 352          | 17        | The Heartbroke Kid                          | Požírač srdcí                                                   | Steven Dean Moore   | Ian Maxtone-Graham | 1. května 2005     | 21. října 2007     | GABF11        |
| 353          | 18        | A Star Is Torn                              | Springfield hledá ministar                                      | Nancy Kruseová      | Carolyn Omineová   | 8. května 2005     | 28. října 2007     | GABF13        |
| 354          | 19        | Thank God It's Doomsday                     | Díkybohu je den zkázy                                           | Michael Marcantel   | Don Payne          | 8. května 2005     | 4. listopadu 2007  | GABF14        |
| 355          | 20        | Home Away from Homer                        | Domov daleko od Homera                                          | Bob Anderson        | Joel H. Cohen      | 15. května 2005    | 11. listopadu 2007 | GABF15        |
| 356          | 21        | The Father, the Son and the Holy Guest Star | Otec, syn a host svatý                                          | Michael Polcino     | Matt Warburton     | 15. května 2005    | 18. listopadu 2007 | GABF09        |